# Pertarito
Pertarito fue rey de los lombardos que sucedió a su padre Ariberto I, en unión con su hermano Godeberto, en el año 661, tocándole en la repartición de sus estados el de Milán.
Cuando su hermano fue asesinado por el usurpador Grimoaldo, se refugió entre los avaros, volvió a aparecer algunos momentos en su corte, pero tuvo que huir otra vez y vivió en Francia hasta la muerte de Grimoaldo en el año 671.
Entonces volvió a Italia, arrojó de ella a Garibaldo y reinó  del 671 al 688, haciendo del catolicismo la religión oficial, pero no reconoció la autoridad papal. Le sucedió su hijo Cuniberto. Fue enterrado en Pavía, en la Basílica de Santissimo Salvatore.
Las aventuras de este príncipe dieron a Corneille argumentos para una tragedia, en la que posteriormente se basaría la ópera Rodelinda, de Händel.

## Familia
Pertarito tuvo los siguientes hijos : 
- Cuniberto: rey de los lombardos.
- Vinilinda: Casada con el duque Grimoaldo II de Benevento.